# 安德列斯·穆紐茲
安德列斯·克萊門特·穆紐茲·艾波達卡（西班牙語：Andrés Clemente Muñoz Apodaca，1999年1月16日—），為美國職棒大聯盟的投手，目前效力於西雅圖水手。他先前曾效力於聖地牙哥教士。

## 職業生涯

### 聖地牙哥教士
穆紐茲在2015年加盟教士，並在2019年登上大聯盟。他在7月12日完成大聯盟初登板，他在初登板就投出接近102英里的快速球。他在8月29日拿下生涯首次救援成功。整季他拿下1勝1敗，不過他在2020年進行湯米約翰手術，整個球季報銷。

### 西雅圖水手
2020年8月30日，教士將穆紐茲、泰·法蘭斯、Taylor Trammell和Luis Torrens交易到水手，換來Austin Nola、Dan Altavilla和Austin Adams。他在2021年球季的最後一場比賽成功重返大聯盟， 球季結束後，他和球隊續簽4年750萬美元的延長合約。
2022年，在Paul Sewald擔任終結者的情況下，穆紐茲擔任第8局的布局投手。整季他拿下2勝5敗，防禦率2.45。他的滑球被打擊率僅有1成26。這年他在季後賽每一場比賽都有上場，不過他在分區賽投3局失3分，最後水手被太空人橫掃出局。
2023年，穆紐茲遭逢傷病困擾。三角肌、肩膀和腳踝接連受傷， 後來球隊在季中將Sewald交易出去，穆紐茲便成為新任終結者。整季他拿下4勝7敗，防禦率2.94，拿下13次救援成功。2024年，穆紐茲替補隊友羅根·吉爾伯特入選明星賽。他曾連續12場出賽未被敲安未失分，寫下隊史紀錄。整季他拿下3勝7敗，防禦率2.12，拿下22次救援成功。
2025年，穆紐茲開季連續15場出賽未失分，他也再度入選明星賽。

## 個人生活
穆紐茲在2022年7月完婚，兩人育有一隻寵物貓。

## 外部連結
- 球員資訊和成績在MLB ，ESPN ，Baseball Reference ，Fangraphs ，The Baseball Cube （英文）
- 安德列斯·穆紐茲的Instagram帳戶
- 安德列斯·穆紐茲在台灣棒球維基館上的頁面（繁體中文）